# بال‌لیک (صندوق‌لی)
بال‌لیک (به ترکی استانبولی: Ballık) یک منطقهٔ مسکونی در ترکیه است که در صندوق‌لی واقع شده‌است.